# 山口七夕ちょうちんまつり
山口七夕ちょうちんまつり（やまぐちたなばたちょうちんまつり）は、毎年8月6日・7日に山口県山口市の中心商店街およびパークロード周辺で行われる祭事。

## 概要
約450年前の室町時代より始まり、大内氏の第26代盛見が父大内弘世を祀った盆提灯が各家庭に広まったものが由来とされる。
約10万個の紅提灯が織りなす炎のトンネルが幻想的で、高度成長期には湯田温泉街にも同様に提灯が飾られていた。またバブル期には高さ約15mのちょうちんツリーの点灯が行われたり、美術館や博物館の並ぶパークロードに紅白の提灯で「山口」と大きく書かれたスクリーンが作られるなどの趣向が行われていた時代もあった。
近年は景気の後退により若干縮小されているが、ちょうちん山笠と、紅提灯で飾られた3基の提灯みこしが山口駅通りを練り歩く。うち1基は姫みこしと呼ばれ、公募による女性らの手で担がれている。